# Erehof IJsselmuiden

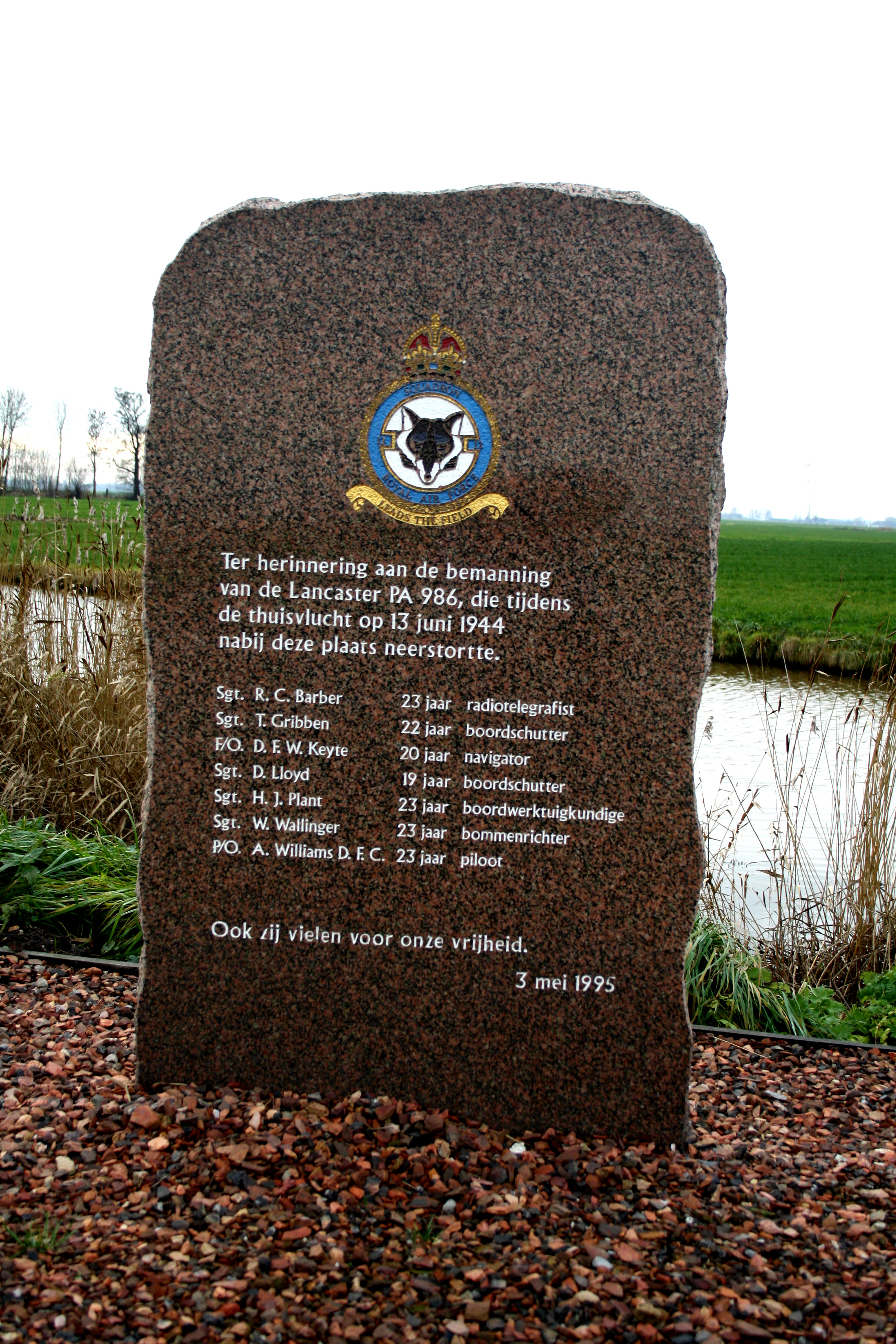
Lancastermonument in Mastenbroek

Erehof IJsselmuiden is gelegen op de algemene begraafplaats van IJsselmuiden in de Nederlandse gemeente Kampen.

## Geschiedenis
Op 12 juni 1944 was een Lancaster-bommenwerper, de PA986 van het 12e Royal Air Force Squadron, op de terugweg van een missie naar Gelsenkirchen toen deze werd aangevallen door een nachtjager.
Het toestel stortte neer in de polder Mastenbroek. Alle bemanningsleden kwamen op 13 juni om het leven en liggen begraven op de algemene begraafplaats in IJsselmuiden. Op de plaats van de crash werd in 1995 een monument opgericht. Er staan op het erehof 7 grafstenen met daarop de volgende namen:
| Naam                             | Functie                      | Leeftijd |
| -------------------------------- | ---------------------------- | -------- |
| Sgt Raymond Charles Barber       | Radio-operator/boordschutter | 23       |
| Sgt Thomas Gribben               |                              | 22       |
| Donald Frederick Westfield Keyte | Navigator                    | 20       |
| Sgt Dewi LLoyd                   | Boordschutter                | 19       |
| Sgt Henry John Plant             | Boordwerktuigkundige         | 23       |
| Sgt Wallace Wallinger            |                              | 23       |
| Albert Williams                  | Piloot                       | 23       |